# Jürgen Drews

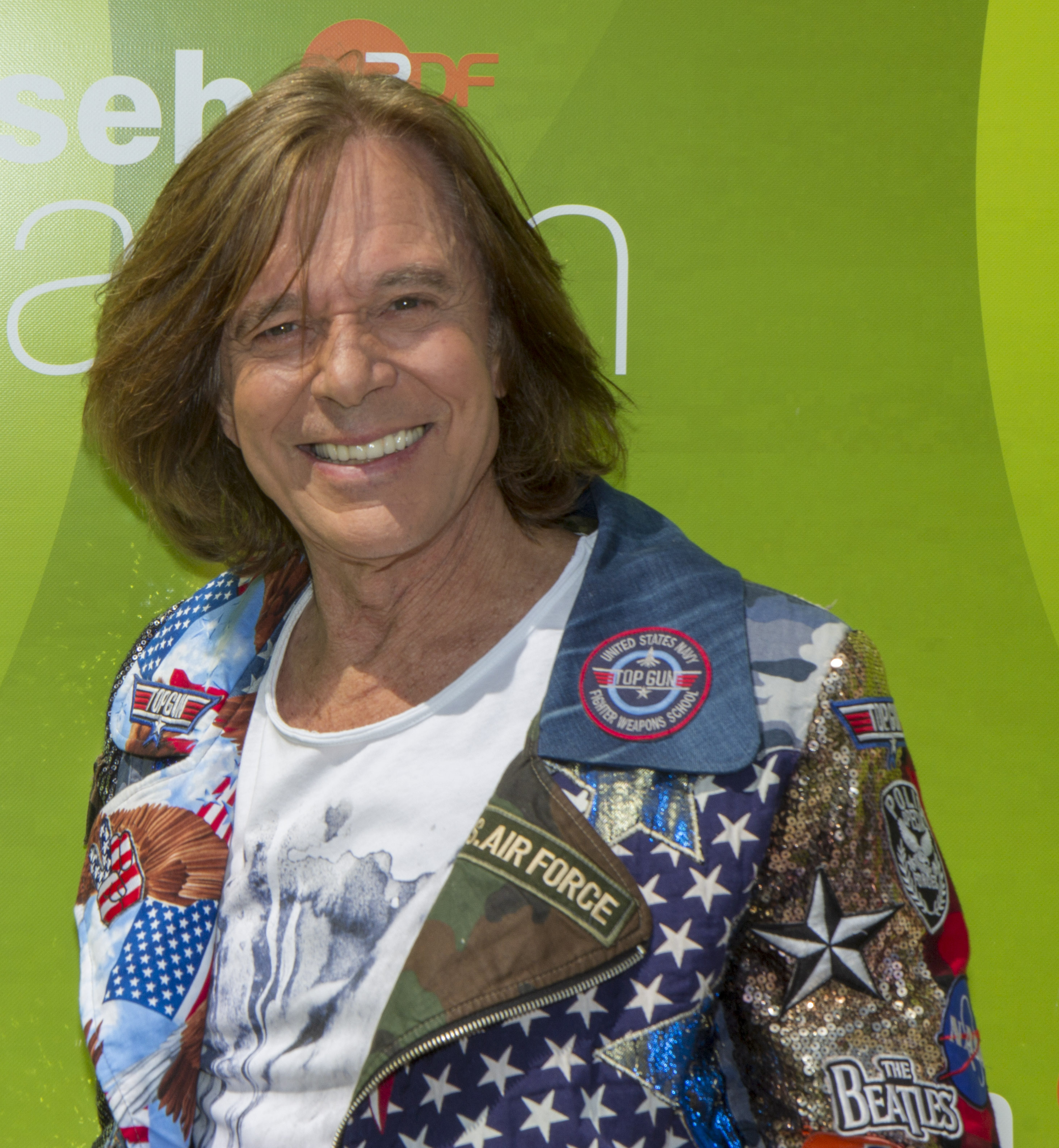
Jürgen Drews, 2019

Jürgen Ludwig Drews (* 2. April 1945 in Nauen als Jürgen Ludwig Buttlar) ist ein deutscher Sänger. Seine musikalische Laufbahn begann er bei den Les Humphries Singers. 1976 gelang ihm als Schlagersänger mit dem Lied Ein Bett im Kornfeld der Durchbruch. 1999 kam er zu dem Beinamen „König von Mallorca“. 2022 beendete er aus gesundheitlichen Gründen seine Karriere.

## Leben
Drews wurde 1945 in Nauen in der Nähe von Berlin als einziges Kind des Wehrmachtsarztes Werner Drews und dessen Frau Lieselotte Buttlar geboren. Die Familie des Vaters stammt von Hugenotten ab und lebt seit zwei Generationen in der Mark Brandenburg; die Mutter, Tochter des Oberspielleiters und Opernsängers Georg Buttlar, entstammt dem fränkisch-hessischen Adelsgeschlechts Buttlar, wobei ihr Vater auf das Führen des Adelstitels verzichtet hatte. Nach der Heirat der Eltern nahm Drews den Namen seines Vaters an.
Seine Jugend verbrachte er in Schleswig. Hier hatte er auf der Bühne des Hotels Hohenzollern seine ersten Auftritte als Musiker. Nach dem Abitur auf der Domschule Schleswig war er ab Herbst 1967 für vier Semester als Medizinstudent an der Christian-Albrechts-Universität zu Kiel eingeschrieben, brach sein Studium jedoch zugunsten der Musik ab.

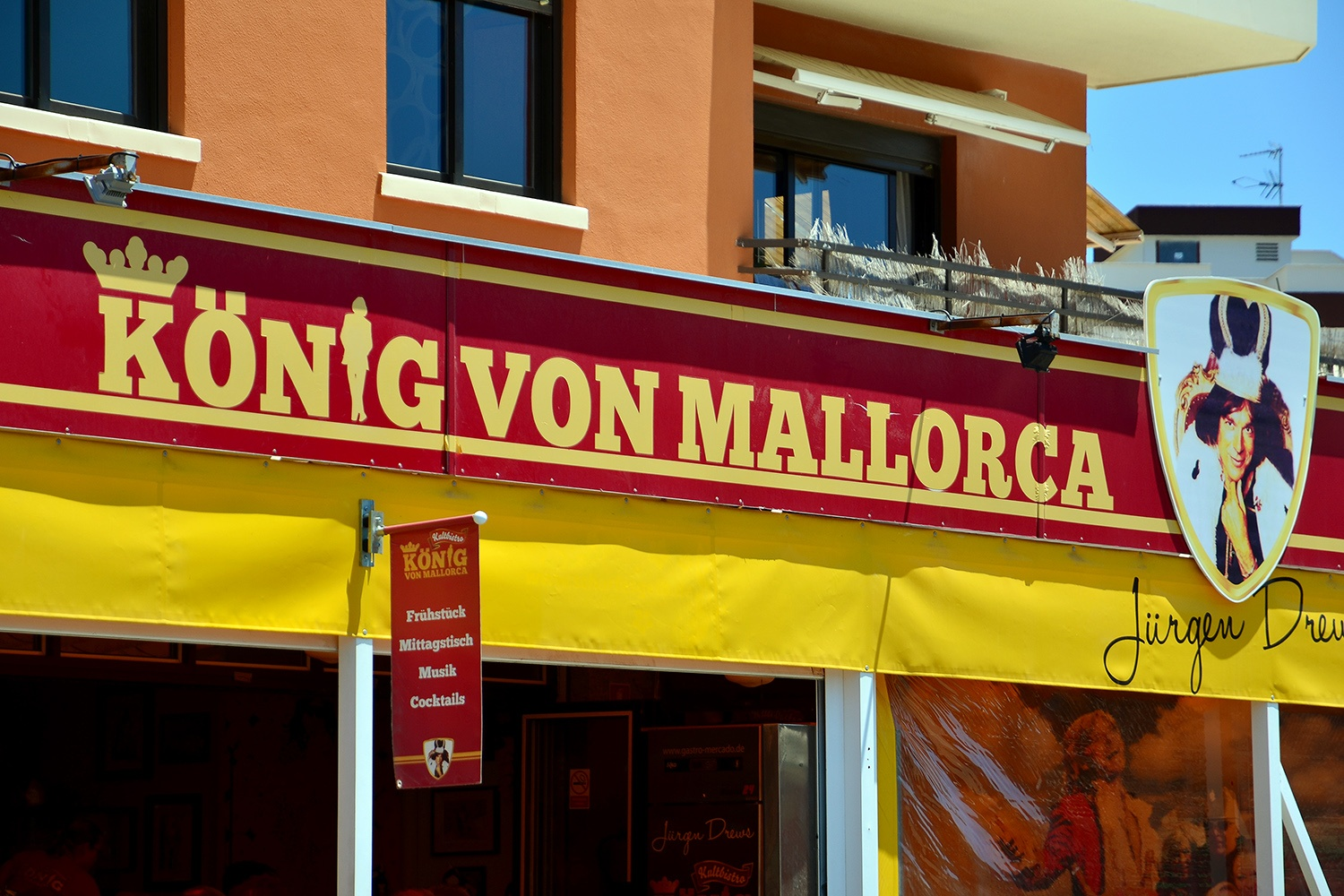
Drews Bistro auf Mallorca (2013)

In Berlin lernte er Dagmar Hädrich, ein Model, kennen, mit der er neun Jahre liiert war. Ab 1981 war er mit Corinna Drews verheiratet; im selben Jahr kam ein gemeinsamer Sohn zur Welt. Die Ehe wurde 1985 geschieden. 1991 lernte er Ramona Middendorf kennen, die Tochter eines Dülmener Lebensmittelhändlers. Das Paar heiratete 1994. Sie haben eine gemeinsame Tochter Joelina Drews, die 1995 geboren wurde. Jürgen Drews lebte viele Jahre lang in Taufkirchen in Bayern und 25 Jahre lang mit seiner Familie im Münsterland in Dülmen-Rorup. 2024 zogen Jürgen und Ramona Drews nach München, wo Tochter Joelina seit 2021 lebt. Ab August 2003 wurde von RTL2 die dreiteilige Doku-Soap Die Drews – Eine furchtbar nette Familie ausgestrahlt.
Beruflich wie privat verbringt Drews viel Zeit auf Mallorca, wo er seit Ende der 1990er Jahre eine Finca besitzt. Den Beinamen „König von Mallorca“ erhielt er 1999 von Thomas Gottschalk in der Sendung Wetten, dass..? auf Mallorca. Anfang 2011 eröffnete Drews ein Bistro gleichen Namens in Santa Ponça, das im August 2020 aufgrund der COVID-19-Pandemie geschlossen werden musste.

## Karriere
Schon früh wandte sich Jürgen Drews der Musik zu und erhielt bereits im Alter von 15 Jahren als Mitglied der Jazzband Schnirpels einen Preis als bester Banjo-Spieler Schleswig-Holsteins. Danach spielte er in der Schülerband Monkeys; später stieg er als Sologitarrist 1967 bei der Kieler Band Chimes of Freedom ein. Auf Veranlassung ihres Managers änderte die Band ihren Namen in Die Anderen. Im selben Jahr wirkte Drews im ersten Film der Reihe Die Lümmel von der ersten Bank als Schüler mit. Mit dem damals bei der Plattenfirma Ariola angestellten Produzenten Giorgio Moroder entstanden zwei Langspielplatten – die erste unter dem Titel Kannibal Komix – und mehrere Singles. Für Veröffentlichungen in den USA nannte sich die Band Apocalypse, doch als die amerikanische Plattenfirma insolvent wurde, löste sie sich zum Jahresende 1969 auf.
Nach einem kurzen Zwischenspiel als Schauspieler stieg Drews in den frühen 1970er Jahren als Sänger bei den Les Humphries Singers ein. 1973 startete er parallel dazu eine Solokarriere und hatte 1976 mit dem Hit Ein Bett im Kornfeld (einer Coverversion des Country-Songs Let Your Love Flow von den Bellamy Brothers) seinen Durchbruch. Kurze Zeit später hatte Drews mit dem Song auch einen Auftritt in der zu dieser Zeit für Interpreten deutscher Schlager bedeutsamen ZDF-Hitparade, bei der er in den folgenden drei Jahren sich mit vier verschiedenen Titeln platzieren konnte. 1976 trat er zum ersten Mal auf Mallorca und später dort in der Diskothek Oberbayern auf. 1977 versuchte er sich auch als Lieferant für Filmmusik (Spielen wir Liebe). Sein 1978 erschienenes Lied Wir zieh’n heut’ Abend aufs Dach war ebenfalls eine Coverversion (Call on Me von Sunrise, 1977) und erreichte in Deutschland Platz 21.
1980 versuchte er, eine Karriere in den USA zu starten. Er veröffentlichte dafür eine LP unter dem Pseudonym „J. D. Drews“. Die erste Single aus dem Album, Don’t Want Nobody, erreichte 1981 Platz 79 in den Billboard Hot 100. Der kommerzielle Erfolg des Albums blieb aus, obwohl es vom US-amerikanischen Musikmagazin Billboard gelobt wurde. Im Gegensatz zu seinem Ruf als Schlagersänger in Deutschland orientierte sich das Album mehr an New Wave und Progressive Rock. Ende der 1980er Jahre wurde er Moderator der Schlagerparade im dritten Fernsehprogramm.
Anfang der 1990er Jahre gelang ihm ein Comeback auf dem deutschen Musikmarkt. Er arbeitete nun auch als Musikproduzent. 1995 landete er in Zusammenarbeit mit Stefan Raab und Bürger Lars Dietrich einen Hit, als sie unter dem Namen Stefan Raab und die Bekloppten eine Neuaufnahme des Drews-Klassikers Ein Bett im Kornfeld veröffentlichten. Der Schlagerhit König von Mallorca, in dem er S’Arenal und den Ballermann besingt und sich zum „König von Mallorca“ erklärt, brachte ihm im Jahr 2000 erneut erhebliche Aufmerksamkeit. Es folgte eine Coverversion von Hey! Amigo Charly Brown, die es 2002 auf Platz 1 der deutschen Party-Charts, in die Top 50 der Verkaufscharts und mit dem von Thomas Sandmann produzierten Musikvideo auch ins Musikfernsehen schaffte. Er sang auch das Titellied in der deutschen Version von Darkwing Duck.
Drews schloss sich 2007 mit ehemaligen Kollegen der Les Humphries Singers, Peggy Evers-Hartig, Tina Kemp (ehem. Werner) und Judy Archer sowie neuen Kollegen zur Formation Les Humphries Singers Reunion zusammen. Das Comeback der Gruppe erfolgte mit alten neu aufgenommenen Titeln sowie Gospelsongs und neuen eigenen Songs des Produzenten und Chormitglieds Willi Meyer. 2011 nahm er mit der Rockband Puhdys gemeinsam den Titel Hey, wir woll’n die Eisbärn sehn auf. 2016 widmete ihm Mickie Krause den Titel Ich hab den Jürgen Drews gesehn und sang ihn im Duett mit ihm. Im Dezember 2018 wurde Drews Mitglied des Benefiz-Projekts Schlagerstars für Kinder und nahm mit der Gruppe das Lied Auf einmal (Weihnachtsschlager) neu auf.

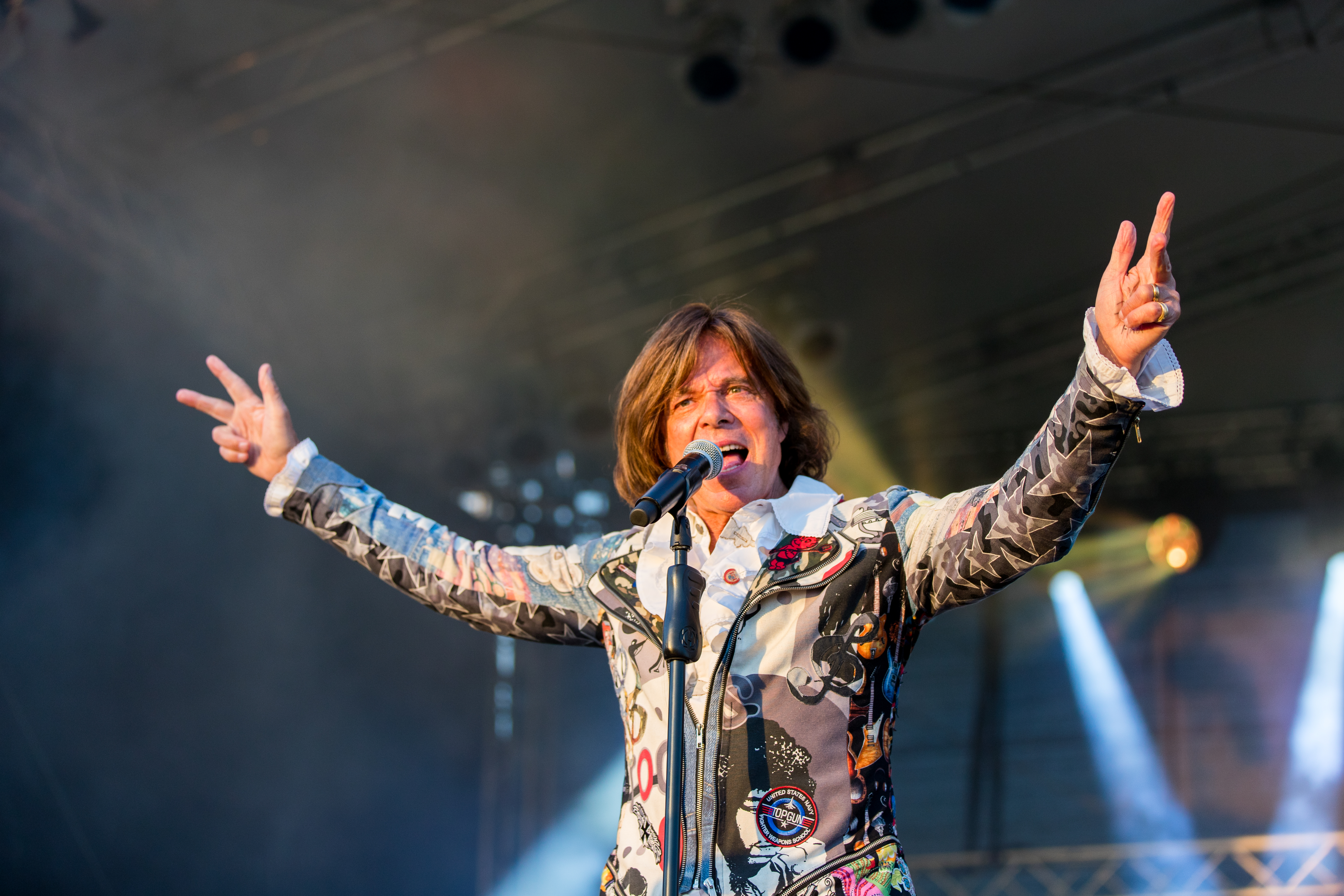
Jürgen Drews, 2016

Nachdem der an der Nervenkrankheit Polyneuropathie leidende Drews im Mai 2022 erklärt hatte, beruflich kürzertreten zu wollen, gab er im Juli 2022 in einer Schlagershow im Ersten das Ende seiner Karriere bekannt. Sein letztes Konzert gab er am 6. Oktober 2022 in Tirol beim Musikherbst am Wilden Kaiser. Am 22. Oktober 2022 beendete er in der für Das Erste und den ORF aufgezeichneten Show Der große Schlagerabschied seine über 60-jährige Bühnenkarriere. Die Sendung wurde am 14. Januar 2023 ausgestrahlt. Zahlreiche Schlagersänger und Freunde von Drews traten auf. Gegen Ende der Show sang Jürgen Drews im Duett mit seiner Tochter Joelina We’ve Got Tonight. Anschließend verabschiedete er sich endgültig mit seinem größten Hit Ein Bett im Kornfeld.

## Diskografie
Studioalben

| Jahr | Titel Musiklabel                                      | Höchstplatzierung, Gesamtwochen/‑monate, AuszeichnungChartplatzierungen (Jahr, Titel, Musiklabel, Platzierungen, Wochen/Monate, Auszeichnungen, Anmerkungen) | Höchstplatzierung, Gesamtwochen/‑monate, AuszeichnungChartplatzierungen (Jahr, Titel, Musiklabel, Platzierungen, Wochen/Monate, Auszeichnungen, Anmerkungen) | Höchstplatzierung, Gesamtwochen/‑monate, AuszeichnungChartplatzierungen (Jahr, Titel, Musiklabel, Platzierungen, Wochen/Monate, Auszeichnungen, Anmerkungen) | Höchstplatzierung, Gesamtwochen/‑monate, AuszeichnungChartplatzierungen (Jahr, Titel, Musiklabel, Platzierungen, Wochen/Monate, Auszeichnungen, Anmerkungen) | Anmerkungen                              |
| Jahr | Titel Musiklabel                                      | DE | AT | CH | US | Anmerkungen                              |
| ---- | ----------------------------------------------------- | --- | --- | --- | --- | ---------------------------------------- |
| 1974 | Zeit für meine Songs WEA Records (WMG)                | — | — | — | — | Erstveröffentlichung: 1974               |
| 1976 | Ein neuer Anfang WEA Records (WMG)                    | DE43 (2 Mt.)DE | — | — | — | Erstveröffentlichung: 15. Juli 1976      |
| 1977 | Barfuß durch den Sommer WEA Records (WMG)             | — | — | — | — | Erstveröffentlichung: 18. April 1977     |
| 1978 | Heute WEA Records (WMG)                               | — | — | — | — | Erstveröffentlichung: 28. April 1978     |
| 1978 | Feuer + Wasser WEA Records (WMG)                      | — | — | — | — | Erstveröffentlichung: 27. Oktober 1978   |
| 1979 | Rockig WEA Records (WMG)                              | — | — | — | — | Erstveröffentlichung: November 1979      |
| 1980 | J. D. Drews Unicorn Records (MCA)                     | — | — | — | — | Erstveröffentlichung: 1980               |
| 1980 | Bloß nichts versäumen WEA Records (WMG)               | — | — | — | — | Erstveröffentlichung: März 1980          |
| 1980 | Morgens auf dem Weg nach Hause WEA Records (WMG)      | — | — | — | — | Erstveröffentlichung: 13. November 1980  |
| 1989 | Irgendwann … mit dir sofort Polydor (Polygram)        | — | AT30 (½ Mt.)AT | — | — | Erstveröffentlichung: Oktober 1989       |
| 1992 | J.D. Polydor (Polygram)                               | — | AT40 (1 Wo.)AT | — | — | Erstveröffentlichung: 7. Juli 1992       |
| 1994 | Liebe muss ein bisschen Sünde sein Polydor (Polygram) | DE89 (3 Wo.)DE | — | — | — | Erstveröffentlichung: 27. Juni 1994      |
| 1996 | Jürgen Drews feat. Onkel Jürgen Polydor (Polygram)    | — | — | — | — | Erstveröffentlichung: 26. Oktober 1996   |
| 1999 | Wieder alles im Griff Polydor (UMG)                   | DE58 (3 Wo.)DE | — | — | — | Erstveröffentlichung: 18. September 1999 |
| 2007 | Glanz & Gloria Koch Records (UMG)                     | — | — | — | — | Erstveröffentlichung: 7. September 2007  |
| 2010 | Schlossallee Polydor (UMG)                            | DE20 (5 Wo.)DE | AT32 (5 Wo.)AT | — | — | Erstveröffentlichung: 5. Februar 2010    |
| 2011 | Schlagerpirat Polydor (UMG)                           | DE41 (5 Wo.)DE | AT58 (2 Wo.)AT | — | — | Erstveröffentlichung: 7. Oktober 2011    |
| 2013 | Kornblumen Polydor (UMG)                              | DE18 (3 Wo.)DE | AT72 (1 Wo.)AT | — | — | Erstveröffentlichung: 27. September 2013 |
| 2015 | Es war alles am besten Electrola (UMG)                | DE41 (2 Wo.)DE | — | — | — | Erstveröffentlichung: 27. März 2015      |

grau schraffiert: keine Chartdaten aus diesem Jahr verfügbar

### Die Anderen
Die Anderen traten auch als Apocalypse, Kannibal Komix und The Others auf und bestanden aus Jürgen Drews, Ralf Lepsch, Enrico Lombardi und Gerd Müller-Schwanke. Die Band bestand von 1966 bis 1969.
Alben
- 1968: Kannibal Komix
- 1969: Apocalypse

Singles
- 1968: Easy Squeezy!
- 1969: Somebody Loves You

## Filmografie

### Filme
- 1968: Zur Hölle mit den Paukern
- 1970: Wunderland der Liebe – der große deutsche Sexreport
- 1970: Vollendung der Liebestechnik (Musik)
- 1971: Das nackte Gesicht der Pornographie (Blue Movie) (Musik)
- 1971: Malastrana (La corta notte delle bambole di vetro)
- 1971: Siamo tutti in libertà provvisoria
- 1972: Das Syndikat (La polizia ringrazia)
- 1972: Wilder Sex frühreifer Mädchen/Aus dem Tagebuch einer Frühreifen (& Musik)
- 1972: Dany – die Anhalterin (Dany la ravageuse)
- 1972: Der Pfaffenspiegel (Quando le donne si chiamavano ’Madonne)
- 1972: Die Nacht der Blumen (La notte dei fiori)
- 1974: Les Humphries: Es knallt – und die Engel singen
- 1974: L’appel
- 1977: Spielen wir Liebe (Musik)
- 1981: Ein Kaktus ist kein Lutschbonbon
- 1997: Ballermann 6
- 1999: Stuhlberg – Der jüngste Manager Europas (Kurzfilm)
- 2004: Dornröschen/Ferdinand der Vampir (Videofilm)
- 2004: Pudelmützen Rambos (Videofilm)
- 2005: Ferdinand fährt Ferrari (Videofilm)
- 2005: Sheeba – Die dunkelste Seite der Macht (Videofilm)
- 2006: Der Prinz von Wanne-Eickel
- 2006: Der Generalmanager oder How to Sell a Tit Wonder (Dokumentarfilm)
- 2007: Fitness Workout mit Jürgen Drews – Teil 1 (Videofilm)
- 2009: Horst Schlämmer – Isch kandidiere!
- 2011: Agenten in Gummistiefeln – Jagd auf den Killerhasen (Kurzfilm)
- 2011: Blauer sucht Frau – Der lustigste Film von allen und von allen die noch kommen (Kurzfilm)
- 2023: ECHT – Unsere Jugend

### Fernsehsendungen
- 1970: Kannibal Komix oder Das Haus in Weiß (Fernsehfilm) (als Die Anderen)
- 1978–1979: 8×1 in Noten (Serie)
- 1988–1993: Die deutsche Schlagerparade (Serie)
- 1999–2000: Strip! (Serie)
- 2003: Die Drews – eine furchtbar nette Familie (Doku-Soap)
- 2004: Hinter Gittern – Der Frauenknast – Folge: Das große Finale (Serie)
- 2005: Die Manuela-Story – Alles und noch viel mehr (Dokumentation)
- 2007: Die Les Humphries Singers – Aufstieg und Fall einer Poplegende (Dokumentation)
- 2010: C.I.S. – Chaoten im Sondereinsatz (Fernsehfilm)
- 2012: Brennen für die Bühne – Das harte Leben der Schlagerstars (Dokumentation)
- 2012: Notruf Hafenkante – Folge: Schwarzer Tod (Serie)
- 2012: Thank You for the Music – 40 Jahre ABBA (Dokumentation)
- 2013: Cash Crash (Spielshow)
- 2015: Das Phänomen Schlager (Dokumentation)
- 2015: Der König von Mallorca – Das Phänomen Jürgen Drews (Dokumentation)
- 2016: Blockbustaz – Folge: Eltern (Serie)
- 2016: Jungen gegen Mädchen (Spielshow)
- 2016: Verdammt verliebt auf Mallorca (Fernsehfilm)
- 2017: Schlagerland (Dokumentation)
- 2017: Amiga – Der Sound der DDR (Dokumentation)
- 2017: Duell der Stars – Die Sat.1 Promiarena (Spielshow)
- 2019: Rote Rosen (Gastrolle, 5 Folgen) (Serie)
- 2021: Um Himmels Willen – Folge: Abflug (Serie)

## Auszeichnungen
Après-Ski Hits
- 2011: in der Kategorie „Après-Ski Hit des Jahres“ (Ne, was is’ das schön) (mit Carmen Geiss)

Ballermann-Award
- 2008
- 2011: in der Kategorie „Lebenswerk“

Bravo Otto
- 1976: „Silber“ in der Kategorie „Sänger“[20]
- 1977: „Silber“ in der Kategorie „Sänger“[21]
- 1978: „Silber“ in der Kategorie „Sänger“[22]

Goldene Europa
- 1976, 1978, 1979

Goldene Stimmgabel
- 1981

Löwe von Radio Luxemburg
- 1976: „Silber“ (Ein Bett im Kornfeld)

RSH-Gold
- 1990: in der Kategorie „Comeback des Jahres“

smago! Award
- 2011: für „Vorläufiges Lebenswerk“
- 2013: für „Erfolgreichste Schlager-Single des Jahres eines Sängers (Kornblumen) / Beste Chart-Platzierung seines Lebens in den deutschen Album-Charts (Kornblumen)“[23]
- 2017: „smago! Danke Award“ (für „Der Geburtshelfer des smago! Awards“)[24]
- 2018: „Es war alles am besten-Award“ für „über 3 Stunden Power pur – auf höchstem musikalischen Niveau“[25]
- 2021: „Erfolgreichstes Album seiner Karriere“ (Das ultimative Jubiläums-Best-Of)[26]

Schlager-Saphir
- 2010 – Ehren-Saphir

radio B2
- 2018: radio-B2-Ehrenpreis für das Lebenswerk[27]

Bayerischer Verdienstorden
- 2025[28]